# Кузнечихинское сельское поселение (Ярославская область)
Кузнечихинское сельское поселение — муниципальное образование в Ярославском муниципальном районе Ярославской области России. 
Административный центр — деревня Кузнечиха.

## История
Кузнечихинское сельское поселение образовано 1 января 2005 года в соответствии с законом Ярославской области № 65-з от 21 декабря 2004 года «О наименованиях, границах и статусе муниципальных образований Ярославской области», границы сельского поселения установлены в административных границах Кузнечихинского, Глебовского, Толбухинского и Рютневского сельских округов.

## Население
| 2007  | 2010    | 2011    | 2012    | 2013    | 2014    | 2015  |
| ----- | ------- | ------- | ------- | ------- | ------- | ----- |
| 9205  | ↘8465   | ↗8473   | ↗8608   | ↗8674   | ↗8780   | ↗9159 |
| 2016  | 2017    | 2018    | 2019    | 2020    | 2021    |       |
| ↗9759 | ↗10 235 | ↗10 528 | ↗10 841 | ↗11 162 | ↗11 201 |       |

## Населённые пункты
В сельское поселение входят 113 населённых пунктов.
| №   | Населённый пункт   | Тип     | Население | Сельский округ                |
| --- | ------------------ | ------- | --------- | ----------------------------- |
| 1   | Аксеновская        | деревня | →0        | Толбухинский сельский округ   |
| 2   | Аксенцево          | деревня | ↘0        | Глебовский сельский округ     |
| 3   | Андроники          | село    | ↘593      | Толбухинский сельский округ   |
| 4   | Артемуха           | деревня | ↘0        | Глебовский сельский округ     |
| 5   | Беркайцево         | деревня | ↘2        | Рютневский сельский округ     |
| 6   | Бисерово           | деревня | ↘5        | Кузнечихинский сельский округ |
| 7   | Большие Жарки      | деревня | ↗51       | Рютневский сельский округ     |
| 8   | Большое Ноговицыно | деревня | ↘0        | Глебовский сельский округ     |
| 9   | Борисово           | деревня | ↗1        | Кузнечихинский сельский округ |
| 10  | Буконтьево         | деревня | →0        | Толбухинский сельский округ   |
| 11  | Бутрево            | деревня | ↘26       | Кузнечихинский сельский округ |
| 12  | Бухалово           | деревня | ↘17       | Толбухинский сельский округ   |
| 13  | Быстреник          | хутор   | →0        | Толбухинский сельский округ   |
| 14  | Василево           | деревня | →0        | Глебовский сельский округ     |
| 15  | Василево           | деревня | ↘10       | Кузнечихинский сельский округ |
| 16  | Васильевское       | деревня | ↘20       | Кузнечихинский сельский округ |
| 17  | Васильцово         | деревня | ↘0        | Рютневский сельский округ     |
| 18  | Ватолино           | деревня | ↘122      | Рютневский сельский округ     |
| 19  | Гавшинка           | село    | ↘12       | Кузнечихинский сельский округ |
| 20  | Глебовское         | деревня | ↘887      | Глебовский сельский округ     |
| 21  | Гумнищево          | деревня | ↗3        | Глебовский сельский округ     |
| 22  | Гусаково           | деревня | →0        | Глебовский сельский округ     |
| 23  | Давыдово           | деревня | ↘46       | Глебовский сельский округ     |
| 24  | Дедова Гора        | деревня | ↘5        | Рютневский сельский округ     |
| 25  | Дмитриевское       | деревня | ↘4        | Глебовский сельский округ     |
| 26  | Долгуново          | деревня | →0        | Глебовский сельский округ     |
| 27  | Дор                | деревня | ↗7        | Толбухинский сельский округ   |
| 28  | Дубовики           | деревня | →0        | Толбухинский сельский округ   |
| 29  | Дудинское          | деревня | ↗14       | Рютневский сельский округ     |
| 30  | Еремино            | деревня | →0        | Толбухинский сельский округ   |
| 31  | Ермаково           | деревня | ↘0        | Глебовский сельский округ     |
| 32  | Зинино             | деревня | ↘0        | Кузнечихинский сельский округ |
| 33  | Зубарево           | деревня | ↗2        | Толбухинский сельский округ   |
| 34  | Игнатово           | деревня | ↘49       | Кузнечихинский сельский округ |
| 35  | Исайцево           | деревня | ↘3        | Рютневский сельский округ     |
| 36  | Ишманово           | деревня | ↘14       | Глебовский сельский округ     |
| 37  | Каликино           | деревня | ↗15       | Толбухинский сельский округ   |
| 38  | Каменка            | деревня | ↘0        | Кузнечихинский сельский округ |
| 39  | Климатино          | деревня | ↗8        | Толбухинский сельский округ   |
| 40  | Козлово            | деревня | ↘0        | Рютневский сельский округ     |
| 41  | Козулино           | деревня | →1        | Толбухинский сельский округ   |
| 42  | Конищево           | деревня | ↘0        | Глебовский сельский округ     |
| 43  | Копосово           | деревня | ↘3        | Толбухинский сельский округ   |
| 44  | Коптево            | деревня | →0        | Кузнечихинский сельский округ |
| 45  | Красное            | поселок | ↘91       | Рютневский сельский округ     |
| 46  | Кувшинцево         | деревня | ↗6        | Глебовский сельский округ     |
| 47  | Кузнечиха          | деревня | ↗4209     | Кузнечихинский сельский округ |
| 48  | Кузнечиха          | деревня | ↘22       | Глебовский сельский округ     |
| 49  | Кузьмино           | деревня | ↘3        | Кузнечихинский сельский округ |
| 50  | Курдумово          | деревня | ↘55       | Рютневский сельский округ     |
| 51  | Курманово          | деревня | →0        | Толбухинский сельский округ   |
| 52  | Кустово            | деревня | ↗1        | Кузнечихинский сельский округ |
| 53  | Малое Ноговицыно   | деревня | →0        | Глебовский сельский округ     |
| 54  | Малое Степанцево   | деревня | →0        | Толбухинский сельский округ   |
| 55  | Малые Жарки        | деревня | ↘14       | Рютневский сельский округ     |
| 56  | Мартьянка          | деревня | ↘0        | Глебовский сельский округ     |
| 57  | Медягино           | село    | ↘570      | Кузнечихинский сельский округ |
| 58  | Меньшиково         | деревня | ↗20       | Рютневский сельский округ     |
| 59  | Мологино           | деревня | ↘42       | Рютневский сельский округ     |
| 60  | Муравино           | деревня | ↘11       | Глебовский сельский округ     |
| 61  | Мусоловка          | деревня | ↗9        | Толбухинский сельский округ   |
| 62  | Муханово           | деревня | ↘5        | Глебовский сельский округ     |
| 63  | Наумово            | село    | ↗3        | Кузнечихинский сельский округ |
| 64  | Нестерово          | деревня | ↘2        | Глебовский сельский округ     |
| 65  | Нефедницино        | деревня | ↘4        | Глебовский сельский округ     |
| 66  | Никифорово         | деревня | ↗16       | Толбухинский сельский округ   |
| 67  | Обухово            | деревня | →0        | Глебовский сельский округ     |
| 68  | Озерки             | деревня | ↘0        | Толбухинский сельский округ   |
| 69  | Павловское         | деревня | ↘8        | Глебовский сельский округ     |
| 70  | Павловское         | деревня | →0        | Толбухинский сельский округ   |
| 71  | Пазушино           | село    | ↘61       | Рютневский сельский округ     |
| 72  | Петряйки           | деревня | →0        | Толбухинский сельский округ   |
| 73  | Подвязново         | деревня | ↗12       | Кузнечихинский сельский округ |
| 74  | Поддубново         | деревня | ↘0        | Рютневский сельский округ     |
| 75  | Подовинниково      | деревня | ↗4        | Глебовский сельский округ     |
| 76  | Пожарово           | деревня | 0         | Толбухинский сельский округ   |
| 77  | Пономарево         | село    | ↗10       | Кузнечихинский сельский округ |
| 78  | Поповское          | деревня | ↗40       | Глебовский сельский округ     |
| 79  | Почаево            | деревня | ↘13       | Кузнечихинский сельский округ |
| 80  | Починки            | деревня | ↘0        | Рютневский сельский округ     |
| 81  | Починок            | деревня | ↗1        | Толбухинский сельский округ   |
| 82  | Прокшино           | деревня | ↗6        | Глебовский сельский округ     |
| 83  | Ракино             | деревня | ↗54       | Рютневский сельский округ     |
| 84  | Раменье            | село    | ↘10       | Глебовский сельский округ     |
| 85  | Рютнево            | деревня | →0        | Рютневский сельский округ     |
| 86  | Савкино            | деревня | ↗5        | Толбухинский сельский округ   |
| 87  | Сандырево          | село    | ↗22       | Толбухинский сельский округ   |
| 88  | Сереново           | село    | ↘0        | Кузнечихинский сельский округ |
| 89  | Сивцево            | деревня | ↘1        | Толбухинский сельский округ   |
| 90  | Сосновцы           | деревня | ↘27       | Кузнечихинский сельский округ |
| 91  | Софино             | деревня | ↗43       | Рютневский сельский округ     |
| 92  | Спас               | село    | ↘2        | Глебовский сельский округ     |
| 93  | Степанцево         | деревня | ↗26       | Глебовский сельский округ     |
| 94  | Сухарево           | деревня | →0        | Толбухинский сельский округ   |
| 95  | Тарантаево         | деревня | ↘8        | Глебовский сельский округ     |
| 96  | Толбухино          | село    | ↘520      | Толбухинский сельский округ   |
| 97  | Толгоболь          | село    | ↘248      | Рютневский сельский округ     |
| 98  | Троицкое           | деревня | ↘6        | Толбухинский сельский округ   |
| 99  | Устье              | село    | ↗114      | Рютневский сельский округ     |
| 100 | Федоровское        | село    | ↗1        | Рютневский сельский округ     |
| 101 | Феклино            | деревня | ↗3        | Толбухинский сельский округ   |
| 102 | Филатово           | деревня | ↘6        | Рютневский сельский округ     |
| 103 | Филино             | деревня | ↗49       | Кузнечихинский сельский округ |
| 104 | Филисово           | деревня | ↘0        | Рютневский сельский округ     |
| 105 | Чакарово           | деревня | →0        | Кузнечихинский сельский округ |
| 106 | Чернышево          | деревня | ↘0        | Глебовский сельский округ     |
| 107 | Шелепино           | деревня | ↘0        | Глебовский сельский округ     |
| 108 | Юдово              | деревня | ↗12       | Кузнечихинский сельский округ |
| 109 | Юрятино            | деревня | ↘45       | Кузнечихинский сельский округ |
| 110 | Якимцево           | деревня | ↘12       | Рютневский сельский округ     |
| 111 | Ям                 | деревня | ↘7        | Толбухинский сельский округ   |
| 112 | Ярославка          | поселок | ↗1125     | Рютневский сельский округ     |
| 113 | Ясино              | деревня | ↗10       | Толбухинский сельский округ   |

### Упразднённые населённые пункты
В 2022 году упразднены деревни Лопатино Рютневского сельского округа и Чурово Глебовского сельского округа.

## Археология
Окрестности деревни Фатьяново (Фатьяновский могильник близ станции Уткино) считаются первым местом обнаружения памятников фатьяновской культуры эпохи бронзы (2 пол. III — сер. II тысячелетия до н. э.). В 1879 году фатьяновские черепа, диоритовые топоры и шарообразные сосуды были экспонатами антропологической выставки в Москве.